# Ertai (sockenhuvudort i Kina, Xinjiang Uygur Zizhiqu, lat 46,06, long 90,15)
Ertai (kinesiska: 萨尔托海, 萨尔托海乡) är en sockenhuvudort i Kina. Den ligger i den autonoma regionen Xinjiang, i den nordvästra delen av landet, omkring 320 kilometer nordost om regionhuvudstaden Ürümqi. Antalet invånare är 5 138. Befolkningen består av 2 428 kvinnor och 2 710 män. Barn under 15 år utgör 26,0 %, vuxna 15-64 år 69 %, och äldre över 65 år 3,0 %.
Runt Ertai är det mycket glesbefolkat, med 3 invånare per kvadratkilometer. Trakten runt Ertai är ofruktbar med lite eller ingen växtlighet.
Genomsnittlig årsnederbörd är 180 millimeter. Den regnigaste månaden är juli, med i genomsnitt 26 mm nederbörd, och den torraste är mars, med 7 mm nederbörd.